# Високе (Ковельський район)
Висо́ке — село в Україні, у Смідинській сільській громаді Ковельського району Волинської області. Населення становить 42 особи.

## Географія
Село розташоване на правому березі річки Вижівки.

## Населення
Згідно з переписом УРСР 1989 року чисельність наявного населення села становила 67 осіб, з яких 34 чоловіки та 33 жінки.
За переписом населення України 2001 року в селі мешкали 42 особи. 100 % населення вказало своєю рідною мовою українську мову.